# Uemon Ikeda
Pour les articles homonymes, voir Ikeda.
Uemon Ikeda (池田 うえもん, Ikeda Uemon) est un artiste contemporain japonais, peintre, sculpteur et écrivain.

## Biographie
Né en 1952 à Kobe, il quitte le Japon en 1970 et s’installe définitivement à Rome où il vit et travaille. Il suit les cours de Venanzo Crocetti à l’Académie des Beaux-Arts de Rome et passe le diplôme en 1977. Il rencontre Simonetta Lux à la fin des années 1980 qui l'invite, en 1991, à participer à Rome au Palazzo Braschi à l'exposition collective Simultaneità - Nuove Direzioni dell'Arte Contemporanea Giapponese, évènement qui signale le début d’une longue collaboration artistique. Il vit et travaille à Rome, Italie.

## Expositions

### Expositions personnelles
- 1989  Uemon Ikeda, Lunami gallery Tokyo, commissaire Emiko Namikawa, texte Masaaki Iseki.
- 2000  Uemon Ikeda-Acrobazia, MLAC Musée Laboratoire d’Art Contemporain Université de Rome « La Sapienza »; publication aux Éditions Lithos de son livre: Uemon Ikeda - Simonetta Lux, Acrobazia[1].
- 2005  Uemon Ikeda - un ragazzo che voleva vivere nel rettangolo, MLAC, commissaire Simonetta Lux.
- 2010  Giasone e la bella Medea, Galerie Hybrida Contemporanea, Rome, commissaire Emanuela de Notariis.
- 2011  Golden Fleece - Jason The beautiful Medea, Toki Art Space Tokyo;  Lunami Gallery Tokyo, commissaire  Noriko Toki, assistant de Emiko Namikawa.
- 2012  Post-strutture: linee, fili, labirinti di Uemon Ikeda Galerie Embrice, commissaires Simonetta Lux et Carlo Severati, L'enfance de Tatsuo Ikeda, vidéo de Carlo Tomassi, entretien de Emma Tagliacollo.

### Expositions collectives
- 1997 Incantesimi. Scene d’arte e poesia. Vicinanze, festival d'art et poésie, Palazzo Orsini à Bomarzo, commissaires Simonetta Lux et Miriam Mirolla, Musée d'Art Contemporain de l'université de la Tuscia.  Il rencontre alors beaucoup d'artistes de première importance sur la scène de l’art contemporain italien comme Gianfranco Baruchello, Fabrizio Crisafulli, Giovanni Di Stefano, Draps Andrea, Stefano Fontana, Robert Gligorov, Jannis Kounellis, Renato Mambor, Fabio Mauri, Hidetoshi Nagasawa et Achille Perilli.
- 2011 L’artista come Rishi, MNAO, Musée national d'art oriental, Rome, section art japonais, idéation Lori Adragna et Enzo Barchi, commissaires Lori Adragna et Mary Angela Schroth.
- 2013 Io Klimt exposition, commissaire Francesco Gallo Mazzeo, Palazzo dei Consoli de Gubbio; Ritratto di una città #2. Arte a Roma 1960-2001, exposition, MACRo Musée d'art contemporain de Rome.

## Installations
- 2012 Post strutture di Uemon Ikeda installation, jardins de la Grande synagogue de Rome, Journée Européenne de la Culture Juive, organisation Annalisa Secchi, responsable culturelle du centre historique de Rome et Miriam Haiun, directeur du Centre de la Culture Juive; Filo di Arianna installation, Rome, association culturelle Ludus, organisation Francesco Gallo Mazzeo;
- 2013 Avere o non Avere installation, Capitole de Rome, La Journée de la Terre, conception Francesco Gallo Mazzeo et Studio Marta Bianchi; Architetture aeree: linee, fili, webnet installation, MAXXI, Musée National des Arts du XXIe siècle de Rome, Journée du Contemporain[2],[3],[4],[5].

Son œuvre est soutenue par les critiques Masaaki Iseki, Directeur du Tokyo Metropolitan Teien Art Museum, Simonetta Lux et  Carlo Spartaco.